# Ptchinya
Ptchinya ou Pčinja (en macédonien Пчиња) est un village du nord de la Macédoine du Nord, situé dans la municipalité de Koumanovo. Le village comptait 793 habitants en 2002. Il porte le même nom que la rivière qui le traverse.

## Démographie
Lors du recensement de 2002, le village comptait :
- Macédoniens : 789
- Serbes : 4